# ナパソック
ナパソック (英語: Napasoq、旧称: 英語: Napassoq/Napâssoq)とはグリーンランドのケカッタ自治体に属する町。デービス海峡に面した小さな島に位置している。2024年時点の人口は71人。

## 人口
ケカッタ自治体で最も人口の少ない町である。